# Manota juncta
Manota juncta är en tvåvingeart som beskrevs av Heikki Hippa 2007. Manota juncta ingår i släktet Manota och familjen svampmyggor. Inga underarter finns listade i Catalogue of Life.